# Casa-Estúdio Carlos Relvas

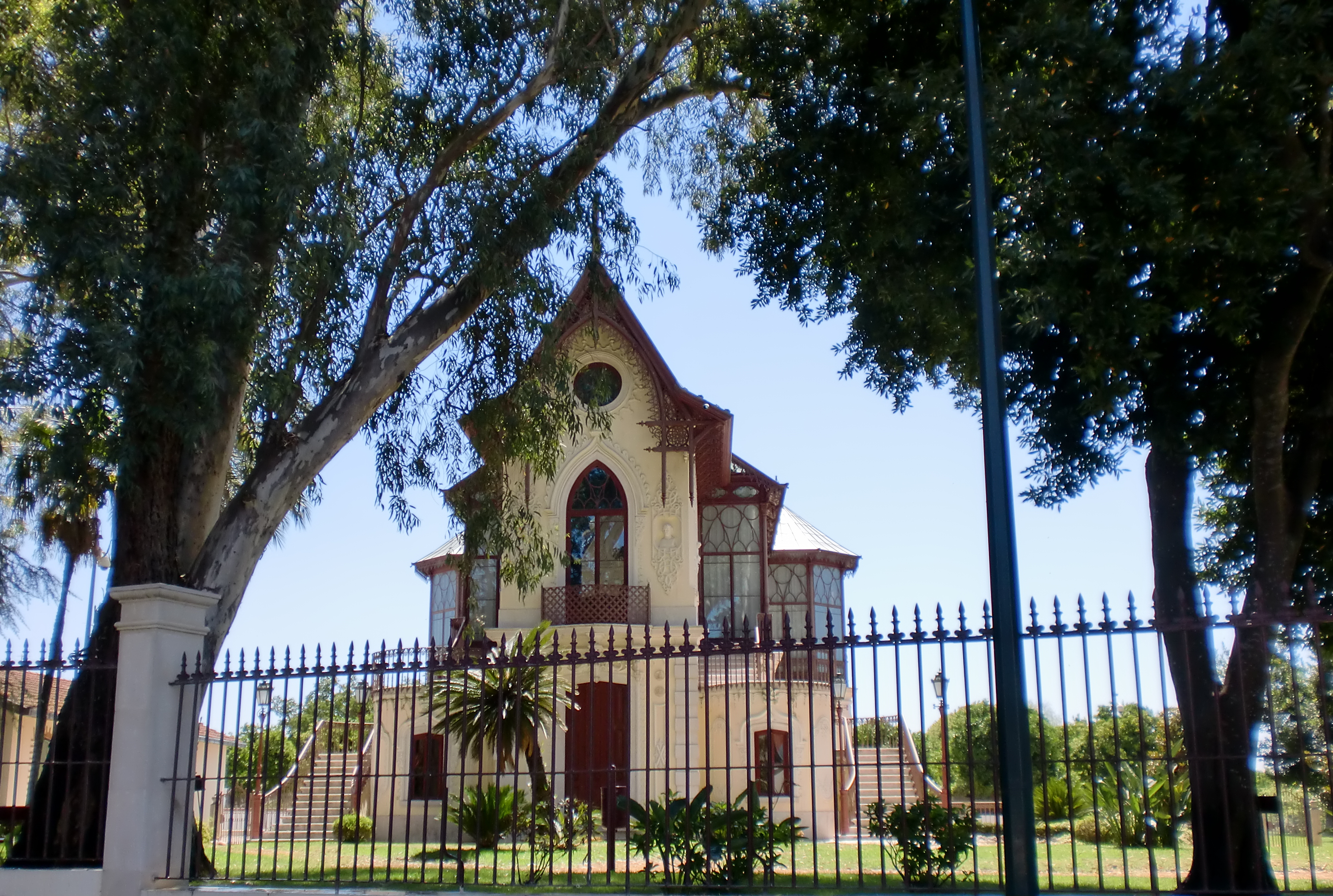
Casa-Estúdio Carlos Relvas, na Golegã

A Casa-Estúdio Carlos Relvas é um espaço museológico localizado no Largo D. Manuel I, na Golegã, dedicado ao fotógrafo oitocentista Carlos Relvas (1838-1894).
O atelier-estúdio fotográfico de Carlos Relvas foi restaurado e convertido em museu, tendo aberto ao público a 20 de abril de 2007.
O edifício foi construído no jardim da sua residência do Outeiro, na Golegã. Está classificado como IIP — Imóvel de Interesse Público (Decreto n.º 2/96, de 6 de março).
O museu dedica-se à produção artística no âmbito da fotografia e documental do autor.

## Exposição
- Piso térreo: Sala de entrada, sala "Câmara Escura", sala de Tonificação, espaços de Laboratórios “Claros” e Sala de Retoque, Sala de Espera ou de Convívio.
- Piso superior: Galeria envidraçada e o Escritório de Carlos Relvas